# 馬塞林·尚巴納
馬塞林·瑟夫·本尼迪克特·尚巴納（法語：Marcellin Joseph Benoît Champagnat，1789年5月20日—1840年6月6日），天主教聖人之一，法國聖母小昆仲會會祖。聖母昆仲會的會祖歌便是讚美馬塞林的。

## 早期生活
尚巴納於1789年5月20日在法國圣艾蒂安一個農民家庭中出生，父母為讓·巴蒂斯特和瑪麗·泰蕾茲·希拉·尚巴納。尚巴納是家中十個孩子中的第九個。尚巴納的父親在當地政治中擁有重要的地位，並教導尚巴納很多實用的技能。
尚巴納的姑媽路易絲·尚巴納是一位修女。她在法國新政府成立後便被政府趕離其修道院，並在革命爆發鼭與家人一起尋求庇護。尚巴納在出生後24小時內受洗，即星期四耶穌升天日。

## 生涯
馬塞林出生於法國，初時他生活於法國革命戰火中，後來受到基督教教育，因此對基督教充滿熱誠。
後來，他進入修道院學習並於1816年7月22日成為神父。
他成為神父後便熱心建立修會，便成立了法國聖母昆仲會。

## 列圣品
馬塞林·尚巴納于1920年被教宗本笃十五世列为可敬者，于1955年5月29日被教宗庇护十二世列为真福品，于1999年4月18日被教宗若望·保禄二世列为圣人。他的瞻礼日是6月6日。

## 語錄
|  | 英文：To raise children, we must love them and love them equally. 中文：要培育孩兒，我們必須要平等地愛他們。 |

|  | 英文：I cannot see a child without wanting to tell them how much God loves them. 中文：当我看见孩子们，就想要告诉他们，天主是多麼得愛他們。 |

|  | 英文：Let there be among you just one heart and one mind. Let it always be said of the Little Brothers of Mary as it was of the early Christians: See how they love one another! 中文：来，让你们由一个心与一个愿望指引，让人们每当看到法國聖母小昆仲會时都会说：看呐，他们多么爱彼此！ |